# Opatovec
Opatovec település Csehországban, a Svitavyi járásban. Opatovec Opatov, Svitavy, Kukle, Dětřichov és Mikuleč településekkel határos. Lakosainak száma 745 fő (2024. január 1.).

## Népesség
A település lakosságának változását az alábbi diagram mutatja:
| Lakosok száma | 1448 | 1414 | 1130 | 675  | 694  | 585  | 692  | 692  | 729  | 745  |
|               | 1869 | 1890 | 1921 | 1950 | 1980 | 2001 | 2017 | 2019 | 2022 | 2024 |